# Milan Šijan
Milan Šijan, srbski general, * 15. september 1914, † 16. julij 2004.

## Življenjepis
Šijan je leta 1941 vstopil v NOVJ in KPJ; med vojno je bil politični komisar več enot.
Po vojni je bil od leta 1947 na vodstvenih položajih Ljudske milice Jugoslavije.